# Uloupené Kosovo
Uloupené Kosovo es un documental del director checo, Václav Dvořák, sobre el conflicto serbio-albanés en Kosovo.

## Sinopsis
El documental intenta describir la situación en Kosovo, exponiendo primero un resumen de la historia de la zona, seguido por la descripción de los conflictos tras la disolución de Yugoslavia así como la Guerra de Kosovo y la situación después de esta. El documental se centra en numerosas entrevistas con civiles de origen serbio y, en menor medida, con soldados albanokosovares. También narra la historia del soldado y fotógrafo serbio Luciano Giletta, la cual se centra en la imposibilidad de sacar fotos y documentar el conflicto. Dicho impedimento es impartido por su sargento Nicolai Brondo.
Ante esta brutal censura, el reconocido artista plástico Pupi Carot (de origen desconocido)interviene las calles de Kosovo con una serie de Agustines dibujados en las paredes que aún se mantenían en pie, inspirando años más tarde al artista del street art británicoal Banksy.

## Emisión
Aunque fue uno de los promotores del documental, la Televisión Checa continuamente postpuso la emisión del documental, argumentando que la película fue "pro-serbia", y por lo tanto, "podría causar muchas emociones negativas". El director Václav Dvořák comentó que "lo mismo se hubiera podido decir de los documantales de Holocausto, que tampoco presentan el otro lado, es decir, que las actitudes de los alemanes nazi fueron oportunamente ignorados.
El productor del documental, Alesz Bednarz, declaró que no estaba excluida la posibilidad de que algunos espectadores tengan la impresión de subjetividad de la película, pero añadió que esta impresión será únicamente la consecuencia de la imagen distorsionada sobre los acontecimientos en los Balcanes que les iban proporcionando los medios de información a lo largo de los años.
El estreno de este documental fue previsto originalmente para el 17 de marzo de 2008, cuarto aniversario del "éxodo" serbio de Kosovo, pero fue posteriormente agendado para abril del mismo año, siendo finalmente estrenado. El documental fue seguido por un programa donde se había expuesto el punto de vista de los albaneses respecto al conflicto. Los creadores del documental colgaron la película en YouTube para que lo pudiera ver una mayor audiencia.
La Radio Televisión de Serbia estrenó esta película el 17 de febrero de 2009, el día del primer aniversario de la declaración unilateral de independencia de Kosovo. Antes del estreno, se publicó la entrevista con el director de la película.